# Hill Street Blues
Hill Street Blues je američka televizijska serija koja je sa svojim emitiranjem započela na NBC-u 15. siječnja 1981. godine. Sveukupno je snimljeno 146 epizoda ove policijske drame, a posljednja epizoda prikazana je 12. svibnja 1987. godine.
Radnja serije smještena je u neimenovani američki grad u kojem pratimo živote zaposlenika policijske postaje. Hill Street Blues zaradila je odlične kritike, a njezine produkcijske inovacije utjecale su na mnoge kasnije snimljene televizijske dramske serije u Sjevernoj Americi. Njezina prva sezona osvojila je do tada rekordnih osam prestižnih nagrada Emmy, a jedina serija koja je od tada primila više njih je bila Zapadno krilo (devet osvojenih Emmyja). Sveukupno, serija Hill Street Blues zaradila je 98 nominacija za nagradu Emmy. 
2002. godine Hill Street Blues je postavljena na 14. mjesto najboljih televizijskih serija svih vremena prema izboru TV Guidea.

## Pregled serije
MTM Enterprises razvio je seriju za NBC, a Steven Bochco i Michael Kozoll njezini su autori. Upravo je njima dana velika kreativna sloboda, a oni su zauzvrat stvorili vrlo originalne ideje za jednu televizijsku dramu.
- Svaka epizoda uključuje nekoliko zapleta koji se međusobno isprepliću, a od kojih se neki razriješe do kraja epizode, dok se drugi protežu na nekoliko sljedećih epizoda ili kroz cijelu sezonu.
- Glavnina radnje odnosi se na "sudar" između privatnih i poslovnih života pojedinih likova. Također, mnogo pažnje usmjereno je na poslovnu etiku odnosno na situacije u kojima likovi moraju birati između onoga što je pravedno i onoga što je potrebno da se napravi kako bi posao bio uspješno obavljen.
- Kamera snima iz bliza uz brzu montažnu sekvencu, a također se mnogo dijaloga događa u offu (dijalozi koji nisu vidljivi na ekranu, a čujemo ih) kako bi se seriji pridodao dokumentaristički stil.
- Umjesto studijskih kamera, korištene su Arri kamere "iz ruke", također kako bi se pripomoglo dobivanju dokumentarističkog stila.
- Serija se bavi problemima stvarnog svijeta, a zaposlenici koriste uobičajeni jezik (slang) do mjere kakva prije nije viđena u televizijskim serijama.
- Gotovo svaka epizoda serije počinje s uvodnom scenom koja se sastoji od prozivke prije početka radnog dana i prije uvodne špice serije. Mnogo epizoda događa se tijekom jednog dana (koncept koji će kasnije preuzeti serija Zakon u L.A.-u.
- Većina epizoda završavala je scenama kapetana Franka Furilla i javne tužiteljice Joyce Davenport, često dok su zajedno u krevetu i dok raspravljaju kako im je dan prošao.

Iako snimljena u Los Angelesu, država Kalifornija (na lokacijama, ali i u CBS Studio centru) serija je radnjom smještena u neimenovani grad unutrašnje Amerike kao što su Detroit ili Chicago. 
Serija progovara o društvu koje propada, potpuni kontrast od Bochocove kasnije serije Zakon u L.A.-u. Smatra se da je Hill Street Blues utjecala na veliki broj kasnijih televizijskih serija kao što su Newyorški plavci i Hitna služba. 1982. godine, serija St. Elsewhere proglađena je Hill Street Bluesom u bolnici. 
U sedmoj sezoni producenti su primali scenarije i od proslavljenih scenarista koji do tada nisu imali pretjerane veze s televizijom: Boba Woodwarda i Davida Mameta.
Snimljen je i kratkotrajni spin-off imena Beverly Hills Buntz s Dennisom Franzom u kojem potonji glumi naslovnog lika, poručnika Buntza koji dolazi u Los Angeles kako bi postao privatni istražitelj. 